# Lambspringk
Lambspringk, o Lambspink, Lamspring, Lambspring (fl. XVI secolo), è stato un alchimista tedesco vissuto a cavallo tra il XVI ed il XVII secolo.

## Ipotesi biografiche
Mancano notizie attendibili sulla sua vita: secondo Karl Christoph Schmieder potrebbe trattarsi di un monaco benedettino dell'abbazia di Lammspring, così chiamata dal nome di un ruscello, Lamm, la cui sorgente si trova entro i confini dell'abbazia stessa. Secondo John Ferguson, invece, potrebbe trattarsi di un nobile.
Secondo René Alleau, le variazioni dell'ortografia del suo nome indicherebbero che Lamspring è uno pseudonimo cabalistico formato dal tedesco lam («agnello») e springen («zampillo»), che egli interpreta come un'allusione alla fontana della giovinezza.

## L'opera

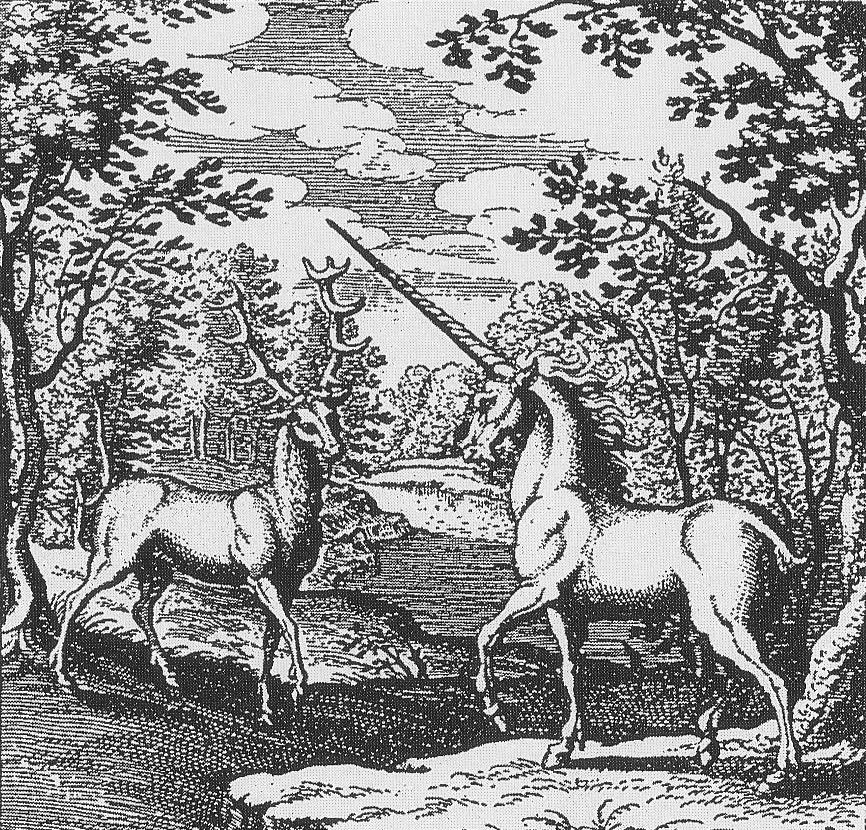
Figura terza: cervo e unicorno (edizione del 1625)

L'unica sua opera di cui si hanno notizie è il De Lapide Philosophico, un poema alchemico circolato sotto forma di manoscritti in lingua tedesca, e pubblicato per la prima volta in latino, senza figure, da Nicolas Barnaud alla fine del XVI secolo, all'interno della sua collezione Triga Chemica (Leida 1599).
Altre edizioni furono pubblicate nel 1607 con figure riprese da un manoscritto di Nicolaus Majus, poi nel 1625 dall'editore Johannes Grasshoff all'interno dell'antologia tedesca Dyas Chymica Tripartita, e sempre nel 1625 da Lucas Jennis nel Musaeum Hermeticum. Quest'ultima edizione di Jennis era accompagnata da quindici figure o emblemi, e specificava che il testo latino derivava da una traduzione di Nicolas Barnaud dal tedesco; fu ristampata nel 1678.
Gli emblemi di Jennis trattano dell'arte alchimistica volta a produrre la pietra filosofale, con la quale trasmutare i metalli e realizzare la medicina universale o panacea. Gli emblemi da 1 a 8 includono allegorie come immagini di pesce, unicorno, leone, cane, cervo, leonessa e lupo, quelli a partire dal numero 9 mostrano trasformazioni alchemiche riguardanti il corpo, l'anima, e lo spirito.